# Liste der denkmalgeschützten Objekte in Myjava
Die Liste der denkmalgeschützten Objekte in Myjava enthält die elf nach slowakischen Denkmalschutzvorschriften geschützten Objekte in der Gemeinde Myjava im Okres Myjava.

## Denkmäler
| Foto |                 | Denkmal / č. ÚZPF                                                    | Standort / Konskr. Nr.                                   | Offizielle Beschreibung                            | Beschreibung                                            | Metadaten                                                               |
| ---- | --------------- | -------------------------------------------------------------------- | -------------------------------------------------------- | -------------------------------------------------- | ------------------------------------------------------- | ----------------------------------------------------------------------- |
| ja   | Datei hochladen | Kirche(sk) ObjektID: 303-644/0                                       | 1.mája nám. 0 Standort KG: Myjava Konskr.Nr.:            | r.k.sv.Štefana                                     | römisch-katholische Kirche St. Stephan                  | č. NKP: 303-644/0 Stand des NKP: 2012-02-28 Name: KOSTOL                |
| ja   | Datei hochladen | Kirche(sk) ObjektID: 303-640/1                                       | Štefánikovo nám. 515 Standort KG: Myjava Konskr.Nr.: 515 | ev.a.v.                                            | evangelische Kirche                                     | č. NKP: 303-640/1 Stand des NKP: 2012-02-28 Name: KOSTOL                |
| BW   | Datei hochladen | Gedenktafel(sk) ObjektID: 303-640/2                                  | Štefánikovo nám. 515 Standort KG: Myjava Konskr.Nr.: 515 | Krman Daniel;1663-1740,spisovateľ                  | für Daniel Krman, Schriftsteller, evangelischer Pfarrer | č. NKP: 303-640/2 Stand des NKP: 2012-02-28 Name: TABUĽA PAMÄTNÁ        |
| ja   | Datei hochladen | Gedenkgebäude in regionaltypischem Baustil 1(sk) ObjektID: 303-637/1 | Štúrova ul. 2 Standort KG: Myjava Konskr.Nr.: 276        | I.SNR-1848,hurbanovci;Koléniovej dom               | Haus Koléniova I., Slowakische Nationalrat 1848/49      | č. NKP: 303-637/1 Stand des NKP: 2012-02-28 Name: DOM ĽUDOVÝ I. PAMÄTNÝ |
| ja   | Datei hochladen | Gebäude in regionaltypischem Baustil 2(sk) ObjektID: 303-637/2       | Štúrova ul. 4 Standort KG: Myjava Konskr.Nr.: 275        | kameň,tehla nepálená;Bradáčov dom                  | Stein, gebrannte Ziegel, Haus Bradáč                    | č. NKP: 303-637/2 Stand des NKP: 2012-02-28 Name: DOM ĽUDOVÝ II.        |
| ja   | Datei hochladen | Gebäude in regionaltypischem Baustil(sk) ObjektID: 303-637/3         | Štúrova ul. 6 Standort KG: Myjava Konskr.Nr.: 274        | tehla pálená;Kubovčiakov dom                       | gebrannte Ziegel, Haus Kubovčiak                        | č. NKP: 303-637/3 Stand des NKP: 2012-02-28 Name: DOM ĽUDOVÝ III.       |
| ja   | Datei hochladen | Erweiterung(sk) ObjektID: 303-637/4                                  | Štúrova ul. 0 Standort KG: Myjava Konskr.Nr.:            | s ohrad.múrom+plastikami;prístavba Ing.arch.Kusého | Wandskulpturen, Erweiterung durch Ing. arch. Kusé       | č. NKP: 303-637/4 Stand des NKP: 2012-02-28 Name: PRÍSTAVBA             |
| ja   | Datei hochladen | Garten(sk) ObjektID: 303-637/5                                       | Štúrova ul. 0 Standort KG: Myjava Konskr.Nr.:            |                                                    |                                                         | č. NKP: 303-637/5 Stand des NKP: 2012-02-28 Name: ZÁHRADA               |
| ja   | Datei hochladen | Gedenktafel(sk) ObjektID: 303-637/6                                  | Štúrova ul. 2 Standort KG: Myjava Konskr.Nr.: 276        | hurbanovci;I.SNR-1848                              | für die Revolution 1848                                 | č. NKP: 303-637/6 Stand des NKP: 2012-02-28 Name: TABUĽA PAMÄTNÁ        |
| BW   | Datei hochladen | Denkmal(sk) ObjektID: 303-756/0                                      | Standort KG: Turá Lúka Konskr.Nr.:                       | popravení evanjelici                               | für hingerichtete Protestanten                          | č. NKP: 303-756/0 Stand des NKP: 2012-02-28 Name: POMNÍK                |
| BW   | Datei hochladen | Gedenkhaus(sk) ObjektID: 303-10057/0                                 | 84 Standort KG: Turá Lúka Konskr.Nr.: 84                 | Jurkovič Dušan;1868-1947,architekt                 | für Dušan Samuel Jurkovič, Architekt                    | č. NKP: 303-10057/0 Stand des NKP: 2012-02-28 Name: DOM PAMÄTNÝ         |

## Legende
Die Tabelle enthält im Einzelnen folgende Informationen:
| Foto:                    | Fotografie des Denkmals. |
| Denkmal / č. ÚZPF:       | Die Übersetzung der Bezeichnung des Denkmals, wie sie vom Slowakischen Denkmalamt (Pamiatkový úrad Slovenskej republiky) verwendet wird. Die Originalbezeichnung ist unter dem Fragezeichen angegeben. Fehlt die Übersetzung, so wird die Originalbezeichnung direkt angezeigt. Weiters ist die Objekt-Identifikationsnummer (Objekt ID) angeführt. Sie ist die offizielle, in der Slowakei eindeutige Nummer č. ÚZPF inklusive der zugehörigen Zählnummer, wie sie in den Daten des Denkmalamtes angegeben wird. Da diese nur innerhalb eines Landkreises gezählt wird, ist dessen Nummer der Denkmalnummer vorangestellt. |
| Standort:                | Wenn in der Liste vorhanden, ist die Adresse angegeben. In Klammern kann sich noch eine zusätzliche Adresse befinden, wenn es beispielsweise ein Eckhaus ist. Bei freistehenden Objekten ohne Adresse (zum Beispiel bei Bildstöcken) ist eine Adresse angegeben, die in der Nähe des Objekts liegt. Durch Aufruf des Links Standort wird die Lage des Denkmals in verschiedenen Kartenprojekten angezeigt. Darunter sind die Katastralgemeinde (KG) und, wenn vorhanden, die Konskriptionsnummer (Konskr. Nr.) angegeben.                                                                                                   |
| Offizielle Beschreibung: | Es ist die Kurzbeschreibung auf Slowakisch, wie sie in den offiziellen Listen angegeben ist, eingetragen. |
| Beschreibung:            | Kurze Angaben zum Denkmal auf Deutsch. |
| Metadaten:               | Zusätzlich werden, wenn in den persönlichen Einstellungen das Helferlein Dauerhaftes Einblenden von Metadaten aktiviert ist, ebensolche angezeigt. |

- Karte mit allen Koordinaten:
- OSM |
- WikiMap